# 黃斑紅點鮭
黃斑紅點鮭，為輻鰭魚綱鮭形目鮭科的其中一種，為溫帶淡水魚，分布於俄羅斯泰梅爾半島淡水流域，體長可達90公分，棲息在底中層水域，生活習性不明。